# Follia (film)
Pour plus de détails, voir Fiche technique et Distribution.
Follia est un drame romantique franco-italo-chinois réalisé par Charles Guérin Surville et sorti en 2023.

## Fiche technique
Sauf indication contraire, les informations mentionnées dans cette section peuvent être confirmées par les bases de données cinématographiques IMDb et Allociné,  présentes dans la section « Liens externes ».
- Titre original : Follia
- Réalisation : Charles Guérin Surville
- Scénario : Charles Guérin Surville
- Musique : Jacky Terrasson
- Costumes : Isabella Rizza
- Photographie : Luc Pagès
- Montage : Marco Spoletini
- Son : Loïc Gourbe, Corentin Delente et Thomas Voisin
- Production : Charles Guérin Surville et Anita Chui (en)
  - Coproduction : Loïc Gourbe, Claudio Bucci, Elly Senger-Weiss et Yann Evin
- Sociétés de production : ELGOlive, Elly Films, Beabia Films et Golden Shadow Entertainment
- Société de distribution : Beabia Films (France)
- Pays de production :  France,  Italie et  Chine
- Langue originale : français, anglais, mandarin et italien
- Format : couleur — 2,35:1 — son 5.1
- Genre : drame romantique
- Durée : 87 minutes
- Dates de sortie :
  - France : 30 juin 2023 (avant-première à Tourcoing)[1] ; 20 septembre 2023 (sortie nationale)

## Distribution
Sauf indication contraire ou complémentaire, les informations mentionnées dans cette section proviennent du générique de fin de l'œuvre audiovisuelle présentée ici.
- Stefano Cassetti : Mark Volte
- Manal Issa : Nausica
- Daniil Vorobiov : Cyclope et Keaton
- Nicola Nocella : Antonio, le frère
- Margaux Chatelier : Lucia, la femme de Mark
- Anita Chui (en) : Miss Lee
- Camille Dugast : Jeanne
- Guia Jelo (it) : l'actrice de composition
- Jacky Terrasson : le pianiste